# Хемп, Лорен
Лорен Мэй Хемп (англ. Lauren May Hemp; род. 7 августа 2000, Норф-Уолшэм, Восточная Англия) — английская футболистка, нападающая клуба «Манчестер Сити», национальной сборной Англии и олимпийской сборной Великобритании. В сентябре 2017 года была признана лучшей молодой футболисткой Англии по версии Футбольной ассоциации, в 2018, 2020 и 2021 годах — лучшей молодой футболисткой по версии Профессиональной футбольной ассоциации, а также вошла в десятку наиболее перспективных молодых игроков на 2020 год по версии УЕФА.

## Детство и юношеская карьера
Лорен Хемп родилась в городе Норт-Уолшем графства Норфолк Англии. Футболом начала интересоваться уже в юном возрасте и выступала за городской детской команде. Свою юношескую карьеру начала в 2008 году в «Норвич Сити», где уже тогда играла её старшая сестра Эми.

## Клубная карьера

### Бристоль Сити
В 2016 году после окончания школы Хемп перешла в «Бристоль Сити» и уже в первом матче на профессиональном уровне за этот клуб смогла отметиться забитым голом в ворота «Уотфорда». 19 марта 2017 года футболистка дебютировала в Кубке Англии, забив в четвертьфинальной встрече против «Миллуолла» два из пяти мячей своей команды.

### Манчестер Сити
31 мая 2018 года Хемп подписала контракт с одним из грандов женского английского футбола — «Манчестер Сити».

## Карьера в сборной

### Юношеские и молодёжная сборные Англии
В феврале 2015 года 13-летняя Лорен Хемп получила вызов в тренировочный лагерь сборной Англии, составленной из девушек до 15 лет.
В 2017 году в составе сборной приняла участие в чемпионате Европы среди девушек до 17 лет, став её капитаном. На турнире англичанки не смогли преодолеть групповую стадию, однако Лорен была включена в его символическую сборную.
В августе 2018 года Хемп в составе английской команды до 20 лет стала бронзовым призёром молодёжного чемпионата мира, отметившись хет-триком в матче группового этапа против Мексики.

### Сборная Англии
За основную женскую национальную команду Англии 19-летняя Лорен Хемп дебютировала 8 октября 2019 года, выйдя на замену на 86-й минуте товарищеского матча против Португалии.

### Сборная Великобритании
27 мая 2021 года было объявлено о включении Хемп в состав сборной Великобритании для участия в летних Олимпийских играх 2020, прошедших из-за пандемии COVID-19 в июле—августе 2021 года. На Олимпиаде британки дошли лишь до четвертьфинала; Лорен приняла участие в трёх из четырёх поединках своей команды, однако отличиться забитыми голами на турнире ей не удалось.

## Достижения

### Командные
Манчестер Сити
- Обладательница Кубка Англии: (2) 2018/19, 2019/20
- Обладательница Кубка футбольной лиги Англии: 2018/19, 2021-22

Англия (до 20)
- Бронзовый призёр чемпионата мира среди девушек до 20 лет: 2018

Англия
- Чемпионка Европы: 2022, 2025
- Серебряный призёр чемпионата мира: 2023
- Женская Финалиссима: 2023[21]
- Кубок Арнольда Кларка: 2022[22], 2023[23]

### Индивидуальные
- Символическая сборная чемпионата Европы среди девушек до 17 лет: 2017
- Лучшая молодая футболистка по версии Профессиональной футбольной ассоциации: (3) 2017/18, 2019/20, 2020/21
- Лучшая молодая футболистка по версии Футбольной ассоциации: 2017
- Кавалер ордена Британской империи (2023)[24]